# Francesco Alberoni
Francesco Alberoni (Borgonovo Val Tidone, 31 de dezembro de 1929 – Milão, 14 de agosto de 2023) foi um jornalista, escritor e professor de sociologia italiano.

## Biografia
Formado em medicina, especializou-se no estudo dos movimentos coletivos. Seu primeiro ensaio sobre o assunto, Statu Nascenti (1968), transformou-se depois na obra "Movimento e Istitucione", considerado um clássico. Escreveu também Enamoramento e Amor, O Erotismo e A Amizade, trilogia lançada no Brasil pela Editora Rocco.
Tornou-se professor de sociologia ainda em 1964, primeiramente em Milão, a que se seguiu Trento, Catania, Lausanne e novamente Milão. Desenvolveu uma teoria dos movimentos coletivos, patente nos seus livros Estado Nascente (1968) e Movimento e Instituição (1977). Aqui, Alberoni explica o processo histórico como o resultado de dois tipos de forças: por um lado, as utilitárias e econômicas, que transformam e inovam mas não criam solidariedade social, e, por outro lado, as representadas pelos movimentos, que só podem surgir da solidariedade social. Alberoni adquiriu renome mundial após a publicação de Enamoramento e Amor (1979), o seu livro mais traduzido e mais vendido. Foi como estudioso do sentimento amoroso que Alberoni encontrou popularidade. Ao dedicar-se a um tema comum até então desprezado pela sociologia, Alberoni levou esta ciência até junto dos leigos, facto pelo qual é louvado por uns e criticado por outros.
Morreu em 14 de agosto de 2023, aos 93 anos, em Milão.

## Publicações
Seus trabalhos já foram publicados em países como Japão, Espanha, França, Dinamarca, Brasil, Suécia, Turquia e Israel.

## Obras
- 1963, A Elite Sem Poder.
- 1964, Consumo e Sociedade.
- 1968, Estado Nascente.
- 1970, Classes e Gerações.
- 1976, A Itália em Transformação.
- 1977, Movimento e Instituição.
- 1979, Enamoramento e Amor.
- 1981, As Razões do Bem e do Mal.
- 1982, A Árvore da Vida.
- 1984, A Amizade.
- 1986, O Erotismo.
- 1987, Público e Privado.
- 1989, O Altruísmo e a Moral.
- 1989, Gênese.
- 1990, Os Invejosos.
- 1992, O Vôo Nupcial.
- 1993, Valores.
- 1994, O Otimismo.
- 1996, Amo-te.
- 1997, O Primeiro Amor.